# Salchicha huachana

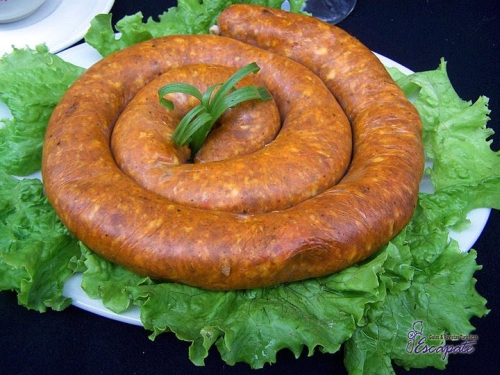
Salchicha huachana ofrecida en un puesto de comida del Mercado Central de la ciudad.

La salchicha huachana es un embutido típico de la gastronomía del Perú, originario de Huacho, ciudad ubicada al norte del Departamento de Lima. Se le reconoce como el ingrediente más representativo de la culinaria huachana, trascendiendo incluso sus fronteras regionales.

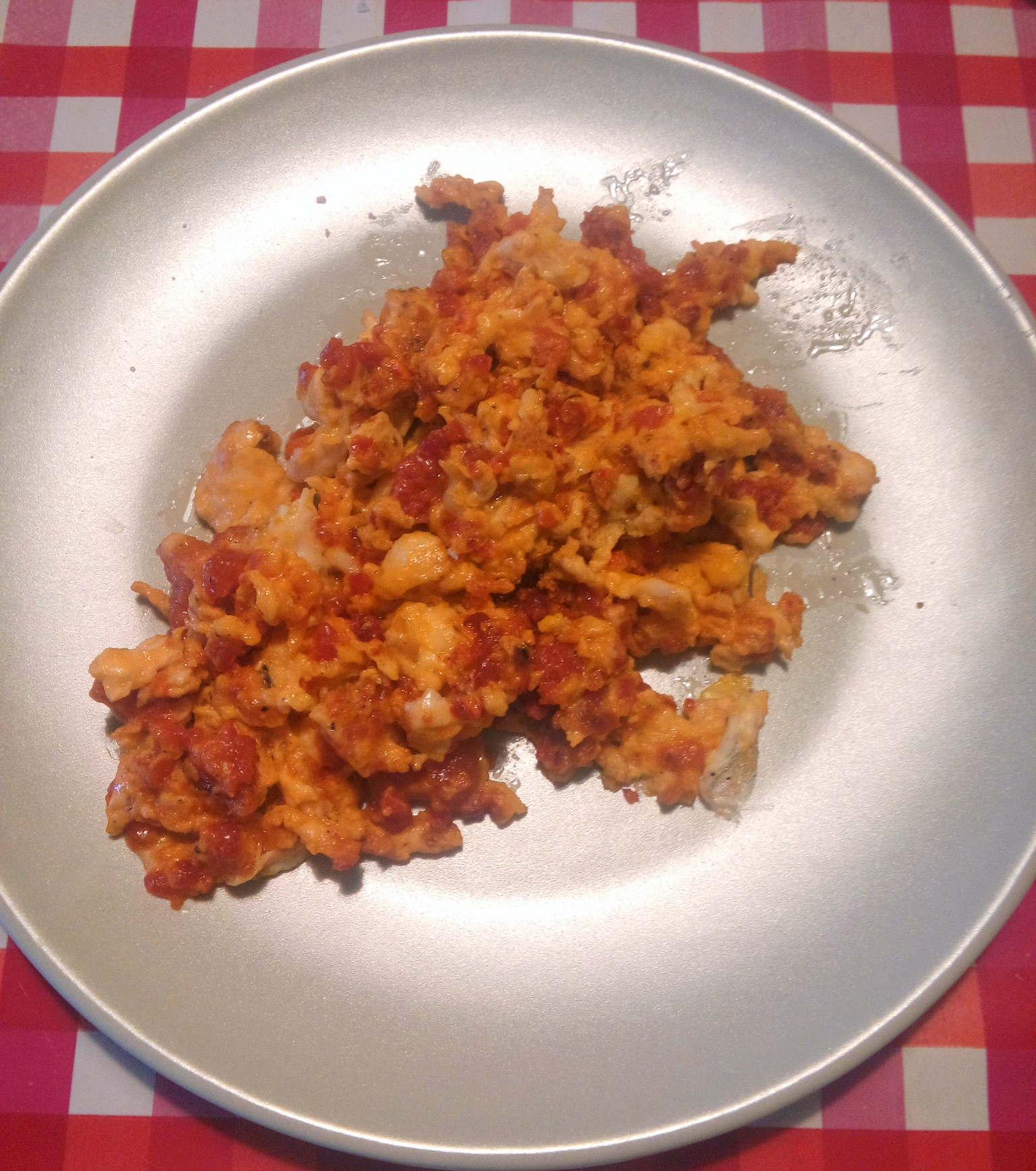
Salchicha de Huacho revuelta con huevos para el desayuno.

Está compuesta por carne y grasa de cerdo finamente picadas. Posee un característico color anaranjado obtenido a partir de los tintes naturales de las semillas de achiote. Se suele preparar en grandes tamaños. Comúnmente se troza y se fríe en poco aceite y luego se le agrega varios huevos dependiendo de la cantidad de comensales. Algunas personas fríen y añaden cebolla en cuadritos antes de agregar la salchicha. Se sirve caliente y acompañada con pan, consumida usualmente en el desayuno. Además es utilizada en la preparación de varios platos de fondo como el arroz chaufa de salchicha, empanada de salchicha y tallarines con salchicha.